# Армяно-палестинские отношения
Армяно-палестинские отношения — двусторонние дипломатические отношения между Арменией и частично признанным государством Палестиной, которое включает в себя две территории: Сектор Газа и Западный берег реки Иордан.
Армения поддерживает палестинскую государственность. Армения является государством-наблюдателем Лиги арабских государств, полноправным членом которой является Палестина. Бывший президент Армении Серж Саргсян в интервью газете «Аль-Маядин» заявил, что Армения поддерживает самоопределение палестинского народа. Президент Палестины Махмуд Аббас также заявил, что поддерживает расширение Армении и назвал армян «великим союзником Палестины».

## Армяне в Палестине
В настоящее время в Палестине проживают 4500 армян, а в 1948 году общая численность армянского населения составляла 15 000 человек. Многие армяне мигрировали из Палестины в последние десятилетия из-за конфликтов и экономической ситуации, тысячи репатриировались в Армянскую Советскую Социалистическую Республику или мигрировали в другие страны во время арабо-израильской войны (1947—1949). Присутствие армян в Армянском квартале Иерусалима восходит к IV веку нашей эры, а Армянский патриархат Иерусалима был основан в 638 году нашей эры.

## Торговые отношения
Объём товарооборота между Арменией и Палестиной в последние годы вырос. Экспорт из Палестины в Армению: лекарства, а экспорт из Армении в Палестину: фруктовые соки и шоколад.

## История
В январе 2020 года президент Армении Армен Саркисян посетил Вифлеем, где встретился с президентом Палестины Махмудом Аббасом.
В ноябре 2021 года министр иностранных дел Армении Арарат Мирзоян встретился со своим палестинским коллегой в Париже.
27 октября 2023 года Армения стала одним из 121 государств, проголосовавших за резолюцию Генеральной Ассамблеи, призывающую к немедленному прекращению огня в зоне боевых действий между Израилем и Сектором Газа.
21 июня 2024 года Армения официально признала Палестину.